# Syncera succinea
Syncera succinea är en snäckart. Syncera succinea ingår i släktet Syncera och familjen Stomatellidae. Inga underarter finns listade i Catalogue of Life.